# Paraplatybunus triangularis
Paraplatybunus triangularis is een hooiwagen uit de familie echte hooiwagens (Phalangiidae).